# Divize C 1970/1971
V soubojích 6. ročníku České divize C 1970/71 se utkalo 14 týmů dvoukolovým systémem podzim–jaro. Tento ročník začal v srpnu 1970 a skončil v červnu 1971.

## Nové týmy v sezoně 1970/71
Z 2. ligy – sk. A 1969/70 sestoupilo do Divize C mužstvo TJ Spartak Čelákovice a VTJ Dukla Jičín. Z krajských přeborů ročníku 1969/70 postoupila vítězná mužstva TJ Lokomotiva Pardubice z Východočeského krajského přeboru a TJ Meteor Praha z Pražského přeboru. Také sem byla přeřazena mužstva TJ Slavoj Vyšehrad a TJ Slavia IPS Praha "B" z Divize B.

## Výsledná tabulka
Zdroj: 
| Poř. | Tým                           | Z  | V  | R  | P  | VG | OG | B  |
| ---- | ----------------------------- | -- | -- | -- | -- | -- | -- | -- |
| 1.   | TJ VCHZ Pardubice "B"         | 26 | 19 | 4  | 3  | 48 | 20 | 42 |
| 2.   | TJ Meteor Praha               | 26 | 19 | 2  | 5  | 42 | 18 | 40 |
| 2.   | TJ Slavia IPS Praha "B"       | 26 | 15 | 4  | 7  | 54 | 30 | 34 |
| 4.   | SK Sparta Kutná Hora          | 26 | 13 | 3  | 10 | 63 | 44 | 29 |
| 5.   | TJ Slavoj Vyšehrad            | 26 | 11 | 6  | 9  | 53 | 48 | 28 |
| 6.   | TJ Spartak Hradec Králové "B" | 26 | 12 | 4  | 10 | 38 | 35 | 28 |
| 7.   | TJ Xaverov Horní Počernice    | 26 | 11 | 5  | 10 | 53 | 39 | 27 |
| 8.   | VTJ Dukla Jičín               | 26 | 7  | 11 | 8  | 35 | 36 | 25 |
| 9.   | TJ Lokomotiva Nymburk         | 26 | 8  | 5  | 13 | 39 | 45 | 21 |
| 10.  | TJ Lokomotiva Pardubice       | 26 | 9  | 3  | 14 | 36 | 53 | 21 |
| 11.  | TJ Spartak Pečky              | 26 | 8  | 4  | 14 | 31 | 53 | 20 |
| 12.  | TJ Sparta Úpice               | 26 | 7  | 4  | 15 | 35 | 55 | 18 |
| 13.  | TJ Lokomotiva Trutnov         | 26 | 7  | 2  | 17 | 29 | 54 | 16 |
| 14.  | TJ Spartak Čelákovice         | 26 | 6  | 3  | 17 | 33 | 54 | 15 |

Poznámky:
- Z = Odehrané zápasy; V = Vítězství; R = Remízy; P = Prohry; VG = Vstřelené góly; OG = Obdržené góly; B = Body

|  | Postup do 3. ligy – sk. A 1971/72                |
|  | Sestup do příslušného oblastního přeboru 1971/72 |